# 尖叫小熊实验

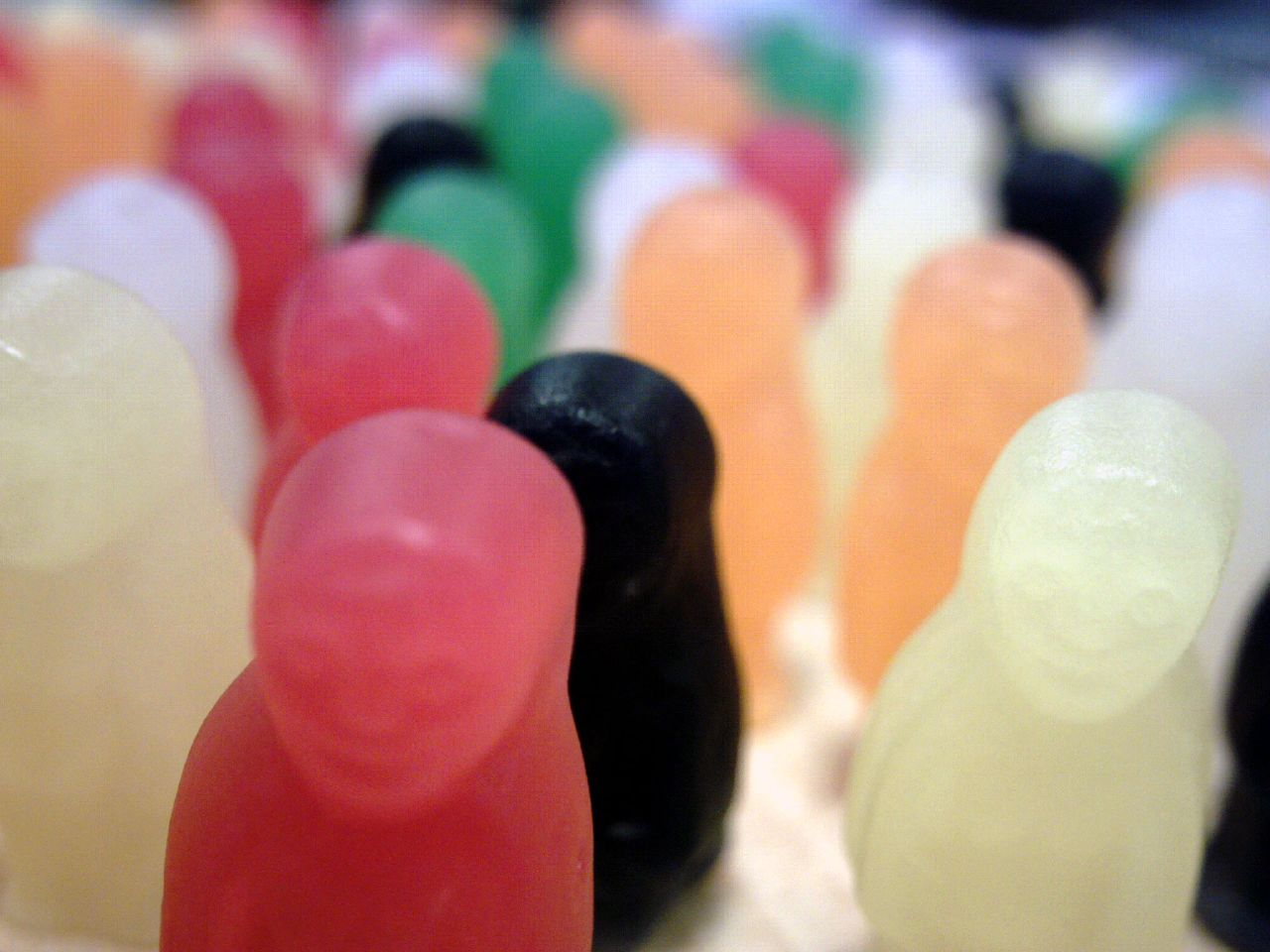
实验所使用的软糖

尖叫小熊实验（英式英语：Screaming jelly babies，美式英语：Growling gummy bears），是一种课堂化学演示实验，它的各种变种在世界各地的学校当中被使用。它被用于在学校晚会中作为趣味实验演示，表现中学科学的温暖一面。
这个实验充分展示了一块糖中所蕴含的能量；一般来说，表演者会使用橡皮糖来达到演出效果。氯酸钾，一种极强的氧化剂，将会快速的氧化糖块里所含的糖类物质，使它突然变成一团由混合物组成的烟雾。快速喷出的烟雾会在狭窄的试管中产生一种“尖叫”的声响。与此同时，棉花糖（糖丝）的香气也会同时产生出来。
其他含有碳水化合物（如白糖）或液态烃（如轻质汽油）等还原剂的物质也可以用于放入盛有熔融氯酸盐的试管，结果是相似的。
由于氯酸钾的强氧化性，演示这一实验时应注意安全。

## 延伸阅读
- Isherwood, Richard Myers & Bob. . New York, NY: Saatchi & Saatchi. 2006: 128. ISBN 9780955304606.
- Martin, Jade. . The Daily Advertiser. November 2, 2011  [May 13, 2013]. （原始内容存档于2014-10-18）.
- Maxwell, George. . Lulu.com. 2008: 19–20. ISBN 9780955684302.
- (PDF) (报告). CLEAPSS.   [May 14, 2013]. Supplementary Risk Assessment 01. （原始内容 (PDF)存档于2014-02-22）.